# Order Zasługi (Liban)
Order Libański Zasługi (arab. وسام الإستحقاق اللبناني) – najwyższe libańskie odznaczenie państwowe ustanowione 16 stycznia 1922 i zreformowane 12 czerwca 1959. Order ten nadawany jest za wybitne zasługi, może być przyznany również obcokrajowcom. 
Podzielony jest na sześć klas:
- Klasa Specjalna – przeznaczony głów państw,
- Wielka Wstęga,
- I Klasa (Złota),
- II Klasa (Srebrna z Palmami),
- III Klasa (Srebrna),
- IV Klasa (Brązowa)[1][2].

Libański prezydent, jako zwierzchnik orderu, jest z urzędu odznaczony Wielką Wstęgą, którą ma prawo nosić do ukończenia swojej kadencji.